# Grenade à fusil modèle 1941 antichar
La  grenade à fusil modèle 1941 antichar est la première grenade à fusil antichar à charge creuse mise en service par la France durant la Seconde Guerre mondiale. Son créateur Edgar Brandt en dérive de nombreuses variantes pendant et après la Seconde Guerre mondiale et ce concept est à l'origine du Bazooka.
Cette arme est présentée aux essais en juin 1940, tirée par le fusil MAS 36, avec une portée de 80 m à 100 m et une capacité à percer 40 mm d’acier à blindage sous un angle nul.
Elle est désignée grenade pour le maintien de l’ordre modèle 41 pour faciliter leur production lors de l'Occupation.

## Description
La grenade est constituée d'un tube en tôle d'aluminium d'un diamètre de 22 mm, muni à sa base de quatre ailettes de stabilisation et d'évents, serti à un corps creux en fonte contenant une charge creuse d'explosif et coiffé d'une ogive en tôle mince. La coiffe porte à sa pointe une fusée percutante, reliée par un tube à un détonateur noyé dans la charge explosive.
Le projectile est lancé par l'action des gaz que génère une cartouche de fusil sans balle, de brevet Feuillette. Une cible peut être visée avec précision jusqu'à 50 m.

## Historique

### Prémices
Le professeur suisse Berthold Mohaupt propose en 1938 aux services techniques du département militaire fédéral de Berne une démonstration d'une grenade à charge creuse de son invention. Le 16 septembre 1938 à Thoune, un essai de cette grenade de 75 mm de diamètre montre sa capacité à percer 70 mm d'acier à blindage.
Toutefois, Mohaupt refuse alors de dévoiler les détails techniques de cette arme, ce qui entraine l'abandon du projet par les services suisses, arguant d'une large dotation d'armes antichars.
Les premiers travaux en France sur les charges creuses remontent aux essais du capitaine Lepidi en 1890 à la poudrerie du Bouchet, tombés dans l'oubli par suite d'un classement secret. Toutefois, les publications de l'italien Lodati en 1933 ont ravivé l'intérêt des services français. Ces derniers lancent des études à l'école centrale de pyrotechnie de Bourges.
Le professeur Mohaupt entre en relations en 1939 avec la Direction des Fabrications d'armement, le ministère de la Marine, le ministère de la Guerre et la société Manurhin, sans plus de succès qu'en Suisse et selon les mêmes motifs. Un rendez-vous avec la société Brandt est annulé par le retour de Mohaupt en Suisse, en raison de la déclaration de guerre.

### Les armes à charge creuse Brandt
Berthold Mohaupt et Edgar Brandt reprennent des relations pendant la Drôle de guerre et la société Brandt obtient une licence exclusive d'exploitation pour la France. Le brevet no 919818 est déposé à Versailles le 9 novembre 1939 pour le développement de projectiles à charge creuse. Les établissements Brandt réalisent en quelques mois des pots perforateurs de 100 mm de diamètre, des obus de 75 mm et des grenades de mortier de 81 mm. Les essais sont effectués le 18 février 1940 au polygone de Bourges, et devant leur succès, les découvertes de Mohaupt sont mises au secret le 11 mai 1940.
Edgard Brandt conçoit dans le même temps le premier projectile antichar à charge creuse utilisable par des fantassins. Cette grenade à fusil lancée par un MAS 36 peut percer la plupart des blindés en service en 1940. Elle est présentée le 10 juin 1940 à Satory devant des membres l'état-major militaire français, qui sont vivement impressionnés et déjà au fait de l'efficacité des charges creuses depuis la prise du fort d'Ében-Émael le 11 mai. La production est alors décidée mais la fin de la Bataille de France le 22 juin 1940 suspend provisoirement les travaux.

### La grenade à fusil modèle 41
Dès août 1940, l'état-major français fait reprendre clandestinement la mise au point dans les usines Brandt situées près de Pau, loin des regards de la commission allemande d'armistice. Un millier de grenades à fusil Brandt sont fabriquées aux "Constructions mécaniques du Béarn" et l'expérimentation a lieu en présence du colonel Marchand, chef de la section des études techniques de l'état-major de l'armée, près du camp de La Courtine et au camp de La Valbonne.
Le succès des essais assure le lancement de la fabrication en série en décembre 1941. Une première commande de 100 000 exemplaires est passée, une seconde devant intervenir pour trois autres millions en 1942. La commission allemande d'armistice autorise ces commandes pour des armes officiellement désignées comme armes de « maintien de l'ordre » et dont elle ignore le rôle antichar.
Après acceptation par les autorités allemandes des exemplaires de grenades, les charges creuses sont installées discrètement dans les installations du moulin de La Rode, près de Tulle.
L'invasion de la zone libre en novembre 1942 provoque la fin du programme et les autorités allemandes exigent alors la destruction de cette munition anti-char. Les 100 000 grenades sont mises à l'abri et certaines livrées aux Forces françaises de l'intérieur en 1944. Leur utilisation ultérieure reste inconnue.

## Dérivés

### Grenade M9, Bazooka et Panzerschreck
Devant l'effondrement militaire français, le ministère de la Défense nationale autorise le 14 juin 1940 les établissements Brandt à faire profiter de ses licences d'exploitation les gouvernements de Grande-Bretagne et des Etats-Unis d'Amérique,. Un représentant du docteur Mohaupt dépose le brevet aux U.S.A. le 14 août. Un ingénieur des établissements Brandt, le colonel Paul Jean-Marie René Delalande, part en Amérique avec tous les dossiers et prototypes de la grenade à charge creuse, par l'intermédiaire de la valise diplomatique de l'ambassadeur américain à Vichy, l'amiral William Leahy.
Delalande participe dès lors à la mise au point de la grenade à fusil à charge creuse M9 et du Bazooka A.T M 1-A1;, constitué de cette dernière grenade à la mise à feu simplifiée, de plus grande puissance, propulsée par une fusée à l'intérieur d'un tube métallique et capable d'une plus grande portée. Il écrit dès 1941 à Edgar Brandt resté à Pau : «  Ne vous inquiétez pas, j'ai bon usage de votre invention ! ».
L'US Army obtient une réduction des droits de licence en arguant d'un concept semblable déposé en 1911 par Nevil M. Hopkins et des similarités entre l'effet Monroe/Neumann et les concepts développés par Mohaupt.
Ces armes entrent en action en Tunisie en 1942 et provoquent la stupeur de l'armée allemande, déjà familière des charges creuses et dont les blindés sont dès lors à la merci de simples fantassins. Une nouvelle arme antichar allemande inspirée du Bazooka est développée en réaction, le Panzerschreck.

### Développements suisses et internationaux des charges creuses Brandt
Peu de temps avant l’invasion de la zone libre le 11 novembre 1942, Edgar Brandt part s'installer avec sa famille à Genève où est basée sa société fondée en 1938, la Compagnie mécanique du Léman (CML). Il crée enduite à Vaduz (Liechtenstein) en novembre 1943, la société "Anstalt für die Entwicklung in Erfindungen und gewerblichen Anwendungen, Energa".
Edgard Brandt est désormais implanté en Suisse et déploie une intense activité. Il y conçoit des armes à charge creuse, tant pour les grenades à fusil, les lance-roquettes, les mortiers ou les canons, pour des armées étrangères ou à la demande des services officiels suisses. Il sature parfois ces derniers de propositions, avec plus de quatorze projets sur la seule année 1947, à titre d'exemple. Ces projets débouchent sur diverses réalisations, vendues en Suisse et à d'autres états.
Il dépose en Suisse le 10 février 1944 un brevet sur une grenade à fusil nommée ENERGA, brevetée ensuite en France (1945), aux États-Unis (1946) et en Allemagne de l'Ouest (1952). Cette grenade traverse un blindage d’acier de plus de 100 mm. Elle est mise en service en Suisse comme "grenade antichar 44" (PzWG 44), suivie d'un modèle amélioré, la grenade Pz WG 48, toutes deux produites par la CML.
E. Brandt continue le développement des grenades ENERGA, produites par la société belge MECAR qu'il a fondée en 1938. Les types ENERGA et SUPER ENERGA équipent à partir de 1950 de nombreuses armées à travers le monde (États-Unis, Grande-Bretagne, Belgique…).
À la suite d'une visite d’E. Brandt le 22 janvier 1947 à Berne, le chef du STM adresse une offre à la société CML pour une arme antichar légère de 90 mm pesant aux alentours de 250 kg, une vitesse initiale de 300 m/s. Cette arme doit tirer des charges creuses antichars et aussi des munitions explosives, pour remplacer le canon d’infanterie de 4,7 cm. 
L'arme utilise l’affût du canon antichar de 4,7 cm 41 et à la suite d'une demande plus ambitieuse pour une vitesse initiale de 500 m/s, la société CML développe le canon antichar de 9 cm 50 (9 cm can ach 50) à vitesse initiale de 650 m/s. Ce modèle est construit à hauteur de 520 exemplaires par les Ateliers de construction de Thoune.
Au vu de l'intérêt de la formule du bazooka et sur demande de l'armée suisse, E. Brandt conçoit à partir de 1948 une arme d’épaule d'utilisation facile et efficace pour la défense antichar. Le "Tube roquette de 8,3 cm 1950" se scinde en deux éléments pour le transport et porte à près de 300 m. Brandt en dérive un modèle plus léger, pour la France le "LRAC 73-50" produit par la DEFA (Direction des études et fabrications d'armement), en Belgique le RL-83 Blindicide (en) de calibre 83 mm de la firme MECAR et dont l'armée suisse s'inspire pour mettre en service un lance-roquette allégé de 83 mm mm, le "Tube roquette de 8,3 cm 1958".